# Elecciones estatales de Veracruz de 2017
Las elecciones estatales de Veracruz de 2017, denominadas oficialmente por la autoridad electoral como el Proceso Electoral Local 2016-2017, se llevaron a cabo el domingo 4 de junio de 2017. Fueron organizadas por el Organismo Público Local Electoral de Veracruz (OPLE) y el Instituto Nacional Electoral (INE) y en ellas fueron renovados los titulares de los siguientes cargos de elección popular del estado mexicano de Veracruz:
- 212 ayuntamientos: compuestos por un presidente municipal, un síndico y regidores electos para un periodo de cuatro años no reelegibles para el periodo inmediato.[10]

## Proceso electoral
El Organismo Público Local Electoral de Veracruz (OPLE) inició el «Proceso Electoral 2016-2017» el 10 de noviembre de 2016. El periodo de precampaña comenzó el 5 de febrero y finalizó el 12 de marzo. Mientras que el registro de candidatos se llevó a cabo entre el 16 y el 25 de abril, seguido del 2 al 31 de mayo de la campaña electoral. Las personas elegidas para el cargo tomaron posesión el 1 de enero de 2018. Para la elección fueron registrados los siguientes partidos políticos: Partido Revolucionario Institucional (PRI), Partido Acción Nacional (PAN), Partido de la Revolución Democrática (PRD), Partido del Trabajo (PT), Partido Verde Ecologista de México (PVEM), Movimiento Ciudadano, Nueva Alianza (PANAL), Movimiento Regeneración Nacional (Morena) y Partido Encuentro Social (PES).
Por otra parte, el 16 de febrero, el organismo aprobó el registro dos coaliciones: «Contigo, el cambio sigue» entre el PAN y el PRD y la coalición parcial «Que resurja Veracruz» entre el PRI y el PVEM en 178 municipios. Sin embargo, a finales de marzo, la Sala Regional Xalapa del Tribunal Electoral del Poder Judicial de la Federación ordenó el cambio de nombre de la primera por su relación con un programa del gobierno estatal. Unos días después, se aprobó «Veracruz el cambio sigue» como nuevo nombre de la alianza. El 1 de marzo, el OPLE anunció la instalación de 212 Consejos Municipales presididos por 1376 funcionarios. Estos consejos se encargaron de entregar el padrón electoral y boletas a las mesas directivas de las casillas, realizar el cómputo de la elección, difundir los nombres de los candidatos electos y entregarles las constancias de mayoría.
El padrón electoral estuvo conformado por 5 millones 584 mil 171 electores, de los que 5 millones 575 mil 719 personas pudieron votar al componer la lista nominal de Veracruz —2 millones 945 mil 737 de mujeres y 2 millones 629 mil 982 de hombres—. En abril de 2017, el OPLE pronosticó una participación del 60% del padrón y, por lo tanto, previó un abstencionismo del 40%. En total se instalaron 10 mil 219 casillas —4810 básicas, 4481 contiguas, siete especiales y 921 extraordinarias—, en donde participaron más de 71 mil 573 funcionarios de casilla. Por otra parte, el 7 de marzo, el organismo señaló que el costo de los comicios sobrepasaría los 800 millones de pesos y que el costo por voto se calculó entre 182 y 193 pesos. La papelería y el material para las elecciones tuvo un costo de 150 millones de pesos. A partir del 6 de mayo se imprimieron 5.6 millones de boletas electorales y se repartieron a los 212 consejos municipales desde el 22 de mayo. La veda electoral comenzó el primer minuto del 1 de junio y finalizó a las 18:00 del 4 de junio. Por su parte, la ley seca se mantuvo vigente el 3 y 4 de junio.

### Irregularidades
Debido a errores en los folios y nombres de candidatos se reimprimieron 642 mil 644 boletas y la erróneas fueron destruidas el 2 de junio. Esta situación ocasionó críticas y la toma de instalaciones del OPLE. El 29 de mayo, se denunció el robo de tres paquete electorales en Coatzacoalcos por parte de hombres armados. El Instituto Nacional Electoral (INE) calificó la situación de «hecho aislado». Ese mismo día se anunció el despido de una supervisora electoral en Fortín por el traslado de paquetes electorales en un vehículo con publicidad a favor de la coalición PAN-PRD. Por otra parte, el 2 de junio, la Policía Federal Ministerial detuvo a un supuesto trabajador del INE en posesión de ocho boletas electorales.

## Sistema electoral
La Ley Orgánica del Municipio Libre divide al estado de Veracruz en 212 municipios, gobernados por un Ayuntamiento elegido mediante votación «popular, libre, directa y secreta de acuerdo a los principios de mayoría relativa y de representación proporcional [...]». Por su parte, según el artículo 68 de la Constitución Política del Estado Libre y Soberano de Veracruz de Ignacio de la Llave, el gobierno de los municipios está conformado «por un presidente, un síndico y los demás ediles que determine el Congreso». El partido político con el mayor número de votos en las elecciones municipales obtiene la presidencia y la sindicatura, mientras que las regidurías son asignadas a cada partido con base en el Principio de Representación Proporcional. En el Proceso Electoral 2016-2017 se eligieron y asignaron un total de 1054 ediles: 212 presidentes municipales, 212 síndicos y 630 regidores.

## Candidatos
El 27 de febrero de 2017, el partido Movimiento Regeneración Nacional (Morena) informó que había designado sus 212 candidatos —70% militantes y 30% externos— a las presidencias municipales. No obstante, un grupo de militantes protestó por la designación al considerarla imposición y una mala selección. Sin embargo, fue hasta mediados de abril que el partido presentó su lista de candidatos. El registro de candidatos se realizó entre el 16 y el 25 de abril. Con respecto a las coaliciones, en la PRI-PVEM, el primero eligió 142 candidatos y el segundo 35. En la PAN-PRD, el PAN seleccionó 142 candidatos y PRD 70.
Al final del periodo de registro de candidatos, solo cuatro partidos —PAN, PRI, PVEM y Morena— registraron planillas —compuestas de «candidatos partidistas a alcaldes, síndicos y regidores»— en los 212 municipios. El PRD hizo lo propio en 165 municipios, Panal en 166, PT en 180, MC en 186 y el PES en 158. A todos ellos se agregaron 61 candidatos independientes. En total, sumaron 1396 candidatos para alcaldía, 1396 para sindicaturas y 4569 para regidurías. De los candidatos registrados, renunciaron y pudieron ser sustituidos entre el 5 y 10%. Entre el 15 y el 27 de mayo se realizaron los debates entre los candidatos de 120 municipios —en 92 los candidatos se negaron a participar—, cada uno con un costo aproximado de 60 mil pesos. El 2 de mayo, el OPLE aprobó el registro de candidaturas y el inicio de las campañas electorales, que se extendieron hasta el 31 de mayo. Ese mismo día, también se aprobó la renuncia de dos candidatos independientes, lo que redujo a 59 el número total de independientes en la elección. Además, algunos candidatos sufrieron atentados.

### Controversias
El 24 de abril, el periódico El Universal publicó un video de la candidata de Morena a la presidencia municipal de Las Choapas, Eva Cadena, en donde recibía medio millón de pesos presuntamente para entregar al presidente del partido, Andrés Manuel López Obrador. Poco después, Cadena declinó a la candidatura y se eligió una nueva candidata. El video generó críticas hacia el partido, su excandidata y su presidente. Por otra parte, se denunció el uso para fines electorales del programa gubernamental «Veracruz comienza contigo» en favor de los candidatos del PAN-PRD. También se denunció a la candidata del PRI-PVEM en Tecolutla por el uso de «documentos apócrifos» para su registro ante el OPLE. De esta última alianza, el organismo ordenó al candidato de Veracruz, Fidel Kuri Grajales, «abstenerse de utilizar la imagen de los Tiburones Rojos para promocionarse y tratar de ganar votos».
Durante mítines en apoyo de candidatos de Morena en Veracruz, López Obrador fue atacado en dos ocasiones con huevos, primeramente el 14 de mayo en Córdoba y, poco después, el 25 de mayo en Huatusco. Estos ataques fueron condenados por diversos políticos, incluido el Consejero Presidente del INE. El día 26 de mayo, fue baleada la casa de Santiago Morales, candidato de la alianza PAN-PRD a la presidencia municipal de Cuitláhuac. Poco después, Carolina López Aguirre, candidata de la misma alianza para la alcaldía de Las Choapas y Hazarmaveth Velázquez Jiménez, de la coalición PRI-PVEM en Coxquihui, recibieron ataques similares. En este sentido, el 3 de junio, Andrés Díaz Zúñiga candidato de Morena en Cosoleacaque fue baleado por hombres armados.
El 31 de mayo, una riña entre simpatizantes del PRI y Morena dejó un muerto y tres heridos en Mixtla de Altamirano. Las agresiones de este tipo se repitieron en Zongolica, entre militantes del PVEM y del PAN, y en Playa Vicente, entre los del PRI y el PAN. Por otra parte, se denunció la entrega de despensas en Papantla, Naranjos Amatlán y Emiliano Zapata, en favor de candidatos del PAN-PRD, y en Tlilapan, en favor de la candidata priista.

## Elecciones
La jornada electoral comenzó a las 8:00 horas del 4 de junio con la instalación de la Sesión Permanente del Organismo Público Local Electoral de Veracruz. No obstante, fue hasta las 15:07 que se reportó la instalación del 100% de las casillas en el estado. Tres horas después se cerraron las casillas y el OPLE levantó su Sesión Permanente a las 11:32 del 5 de junio. A lo largo del día se reportaron diversos incidentes, como agresiones contra candidatos —incluido el secuestro de un candidato en Chicontepec—, casos de acarreo de votantes y compra de votos, detenciones por entrega de propaganda electoral y la suspensión temporal de las votaciones en algunas casillas por riesgo de violencia. En este sentido, en Tlacotalpan se detuvo a siete personas armadas en los alrededores de lugares de votación. Tras las elecciones se anunciaron impugnaciones en diversos municipios y se registraron incidentes, como la retención de funcionarios de casilla y la toma de bodegas y consejos municipales. El 6 de junio, el OPLE informó que habría un recuento total de votos en 15 municipios —Chinameca, Emiliano Zapata, Orizaba, San Andrés Tenejapan, Sayula de Alemán, Soteapan, Cerro Azul, Chacaltianguis, Naranjos, Amatlán, Juchique de Ferrer, Manlio Fabio Altamirano, Mecatlán, Tenampa, Xico— dado que, con base en el PREP, la diferencia entre los primeros dos lugares era menor al uno por ciento.
El 7 de junio, el OPLE estableció su sesión permanente de vigilancia, dando inicio a los cómputos finales de los 212 municipios. A las 11:00 horas se informó que cuatro consejos municipales estaban tomados por militantes de diversos partidos, impidiendo el inicio del conteo. A lo anterior, se sumaron diversos actos de violencia y protestas en algunos municipios, incluidos Zaragoza, en donde se quemaron paquetes electorales, y Uxpanapa, en donde se denunció el ataque a la sede del OPLE. Debido a esta situación, el organismo atrajo el cómputo de ambos municipios. Además se atrajo el cómputo de otros tres municipios por la falta de condiciones de seguridad. No obstante, por presiones de partidos políticos, el OPLE canceló la atracción en Uxpanapa. El conteo de los 212 municipios finalizó durante la noche del 10 de junio con la entrega de las constancias de mayoría a los candidatos ganadores de Sayula de Alemán y Tlapacoyan. En el caso de Uxpanapa, el OPLE admitió el riesgo de anulación por parte del Tribunal Electoral de Veracruz (TEV). En este sentido, el TEV informó que esperaba no menos de 400 recursos de impugnación. No obstante, al cumplirse el plazo legal, los partidos políticos habían presentado 177 recursos de impugnación al resultado de 97 municipios. El 12 de agosto, el TEV anuló una casilla en Emiliano Zapata, aunque validó el resultado de la elección. En este sentido, el mismo día, el Tribunal anuló la elección de Camarón de Tejeda debido a que la candidata de Movimiento Ciudadano rebasó en 334.76% el tope de campaña.
En octubre de 2017, el Tribunal Electoral del Poder Judicial de la Federación (TEPJF) confirmó la anulación de Camarón de Tejeda por el rebase de los topes de gastos de campaña. El mismo mes, el Tribunal anuló también la elección en Sayula de Alemán por el rebase de los topes de campaña. En ambos municipios se realizaron comicios extraordinarios en 2018. El 16 de noviembre, la Sala Regional Xalapa del TEPJF anuló la elección de Emiliano Zapata, cuyo ganador era un candidato de Morena, revocando la sentencia previa del Tribunal Electoral de Veracruz (TEV). Lo anterior debido a una impugnación del PAN-PRD, con el argumento de que los comicios fueron inequitativos. Santana Cruz Bahena, presidente municipal electo de Hidalgotitlán del partido Nueva Alianza, fue asesinado el 20 de noviembre. En consecuencia, el OPLE entregó la constancia de mayoría al alcalde suplente, Federico Tadeo Sánchez, el 4 de diciembre siguiente. El 14 de diciembre, el Congreso del Estado aprobó la expedición de convocatorias a elecciones extraordinarias en los tres municipios cuyos comicios fueron anulados.

### Programa de Resultados Electorales Preliminares
El 2 de diciembre de 2016, el OPLE aprobó solicitar al INE asumir la implementación del Programa de Resultados Electorales Preliminares (PREP) para dichas elecciones. Unos días después, el INE aprobó «ejercer la facultad de asunción para la implementación y operación del PREP». En abril del año siguiente se instaló el Comité Técnico Asesor del programa, que fungió como «plan piloto» para que se realizara durante las elecciones federales en México de 2018. Los simulacros del PREP se llevaron a cabo el 14, 21 y 28 de mayo. El PREP finalizó a las 18:00 horas del 5 de junio con un total de 10 218 actas capturadas. Tuvo un costo final de 42 millones de pesos, fue operado por 728 personas y comenzó a funcionar a las 18:00 horas del 4 de junio.

### Resultados
|  | 32.88 % |

|  | 18.08 % |

|  | 17.43 % |

|  | 6.54 % |

|  | 6.93 % |

|  | 2.94 % |

|  | 4.74 % |

|  | 1.91 % |

|  | 2.57 % |

|  | 2.20 % |

|  | 0.19 |

|  | 97.31 % |

|  | 2.69 % |

|  | 100.00 % |